# Chéroy (tổng)
Tổng Chéroy là một tổng của Tỉnh của Yonne của Pháp.

## Phân chia hành chính
Tổng Chéroy bao gồm các xã sau:
- La Belliole;
- Brannay;
- Chéroy;
- Courtoin;
- Dollot;
- Domats;
- Fouchères;
- Jouy;
- Montacher-Villegardin;
- Saint-Valérien;
- Savigny-sur-Clairis;
- Vallery;
- Vernoy;
- Villebougis;
- Villeneuve-la-Dondagre;
- Villeroy.

## Hành chính
| Ngày bầu | Tên                   | Đảng | Tư cách                          |
| -------- | --------------------- | ---- | -------------------------------- |
| 1980     | Henri de Raincourt    | UMP  | Chủ tịch của tổng hội đồng Yonne |
| 2008     | Jean-Baptiste Lemoyne | UMP  | Tổng ủy viên hội đồng            |

## Liens
Bản mẫu:Portail Yonne